# Linhuaiguan
Linhuaiguan (kinesiska: 临淮关) är en köping i östra Kina. Den ligger i Fengyang härad i staden Chuzhou i provinsen Anhui, omkring 120 kilometer norr om provinshuvudstaden Hefei. Antalet invånare är 38164. Befolkningen består av 19 079 kvinnor och 19 085 män. Barn under 15 år utgör 15,0 %, vuxna 15-64 år 74 %, och äldre över 65 år 10,0 %.